# Metasiro
Genre
Synonymes
- Floridogovea Hoffman, 1963

Metasiro est un genre d'opilions cyphophthalmes de la famille des Neogoveidae.

## Distribution
Les espèces de ce genre sont endémiques des États-Unis. Elles se rencontrent en Floride, en Géorgie et en Caroline du Sud.

## Liste des espèces
Selon World Catalogue of Opiliones (19/04/2021) :
- Metasiro americanus (Davis, 1933)
- Metasiro sassafrasensis Clouse & Wheeler, 2014
- Metasiro savannahensis Clouse & Wheeler, 2014

## Publication originale
- Juberthie, 1960 : « Contribution à l'étude des opilions Cyphophthalmes: description de Metasiro gen. nov. » Bulletin du Muséum National d'Histoire Naturelle, sér. 2, vol. 32, no 3, p. 235-241 (texte intégral).